# José Jiménez Ruiz

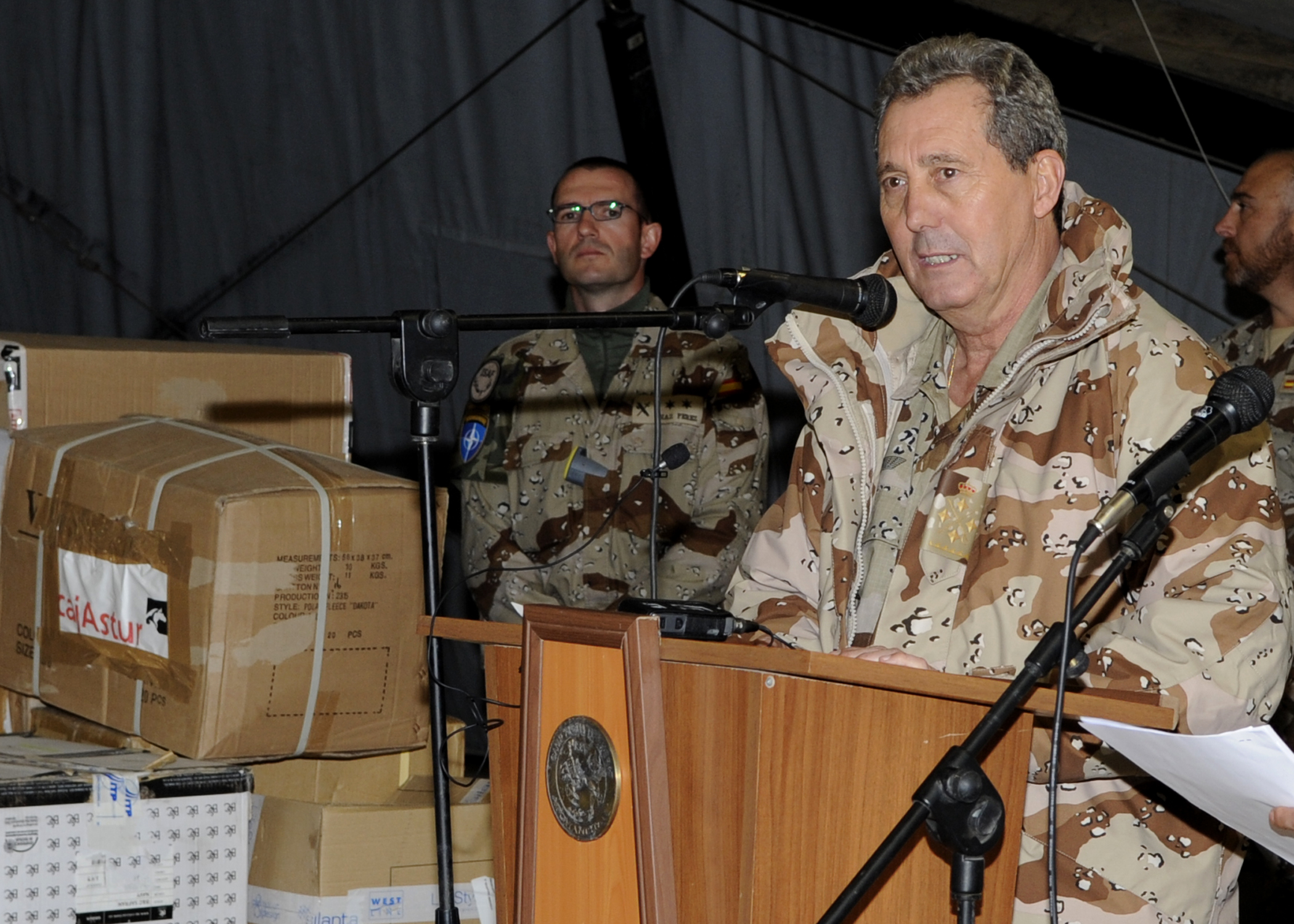
José Jiménez Ruiz bei einer Ansprache in Herat (2008)

D. José Jiménez Ruiz (* 24. Mai 1946 in Madrid) ist ein spanischer General a. D. Er war von 2008 bis 2012 als Chef des Stabes (Stabschef) der spanischen Luftwaffe deren Oberbefehlshaber, sein Nachfolger in diesem Amt war Javier García Arnaiz.